# Sport de combat de préhension
Sport de combat de préhension est une expression des années 1970 du monde universitaire, pour désigner les sports de combat codifiés permettant l’utilisation de certaines techniques corporelles pour contrôler physiquement, amener au sol et soumettre l’opposant. Cela dans un espace et une durée définis qui, la plupart du temps, débouchent sur la compétition.

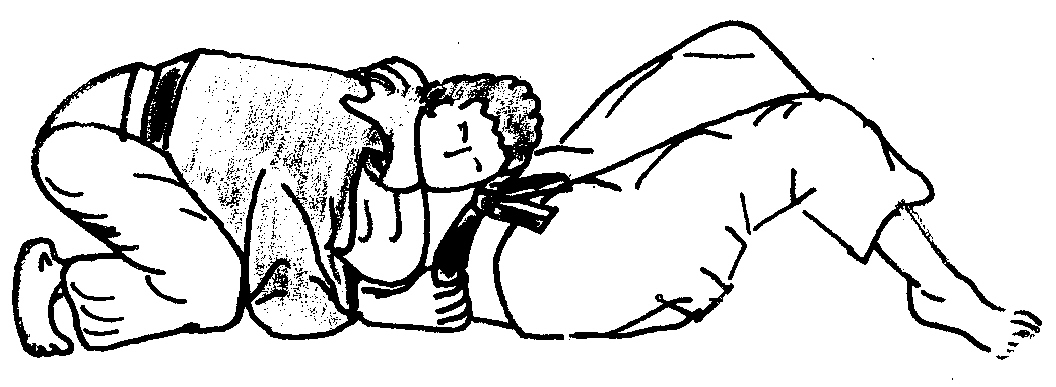
Immobilisation en lutte birmane ou en judo

À l'encontre de cette catégorie on distingue les sports de combat de percussion. Il existe aussi des sports de combat de percussion-préhension mélangeant les deux genres.

## Technique
Parmi les sports de combat de préhension, on trouve : 
- le grappling
- la lutte américaine
- la lutte birmane (naban)
- les luttes brésiliennes : la Luta livre (en) et le jiu-jitsu brésilien
- la lutte chinoise (shuai jiao)
- la lutte islandaise (glíma)
- les luttes japonaises : le judo et le sumo
- les luttes olympiques : la lutte gréco-romaine et la lutte libre
- la lutte russe (sambo)

## Sources
- Alain Delmas, 1. Lexique de combatique (Document fédéral de formation d’entraîneur), Toulouse, 1975-1980
- Patrick Lombardo, Encyclopédie mondiale des arts martiaux, Éditions E.M., Paris, 1997
- Gabrielle & Roland Habersetzer, Encyclopédie des arts martiaux de l'Extrême-Orient, Ed. Amphora, Paris, 2000